# Nokia Lumia 900
Nokia Lumia 900 es un teléfono inteligente desarrollado por Nokia que fue presentado por primera vez el 9 de enero de 2012 en el Consumer Electronics Show 2012. El 26 de octubre de 2012 con el lanzamiento de Windows Phone 8, el teléfono con solo 6 meses en el mercado no es actualizado al nuevo sistema operativo de Redmond, y tanto Nokia como Microsoft Corporation dejaron de lado tanto a él como a sus hermanos pequeños. A principios de 2013 solo el 25% de las aplicaciones que salen al mercado son compatibles con el terminal.
El 5 de septiembre de 2012 se presentó el Nokia Lumia 920, el sucesor del Nokia Lumia 900. Las mejoras son Windows Phone 8, procesador de doble núcleo, cámara con tecnología PureView y estabilización de imagen para fotos y videos, carga inalámbrica, 32GB de almacenamiento, una pantalla más grande de mayor resolución (4,5 pulgadas 1280x768) y curvada.

## Características
Las características que diferencian al Lumia 900 del Lumia 800 son la pantalla más grande de 4,3" (109 mm), una batería de capacidad sustancialmente mayor, soporte de la red 4G LTE, una segunda cámara frontal, lo que permite realizar llamadas con vídeo (por ejemplo, para uso en aplicaciones como Skype), la falta de auriculares incluidos y del protector de goma.
Microsoft ha dicho que aplicaciones para este celular inteligente se verán descontinuadas, ha pasado a Nokia Lumia 920 y sus hermanos 925 y 928.
Cuenta con un cuerpo de policarbonato en una sola pieza y está disponible en colores magenta, negro, cian y blanco.

## Software
El Lumia 900 viene con cuatro aplicaciones de Nokia exclusivas no incluidas en otros dispositivos con Windows Phone: Nokia Drive, un sistema de navegación turn-by-turn gratuito, Nokia Maps, Nokia Music, un servicio gratuito de streaming con tienda de música y App Highlights, un servicio que sugiere software basado en la ubicación y el operador. También incluye Nokia Transport, un programa que reconoce la ubicación de los transportes públicos; Creative Studio, una aplicación de edición de fotos; TuneIn Radio, una aplicación de transmisión de radio local y global, CNN, un lector de noticias; el visor de vídeo de contenido Cable News Network y CMR en vivo, una aplicación para seguir los tiempos y ver multimedia en vivo de la serie de la FIA WRC.

### Limitación a WP 7.8
Según Microsoft, debido al cambio de arquitectura de la plataforma, los teléfonos con Windows Phone 7 no se podrán actualizar a Windows Phone 8, el cual fue lanzado el 29 de octubre de 2012. En su lugar, Microsoft lanzará Windows Phone 7.8, que incluirá características de Windows Phone 8 para teléfonos existentes con Windows Phone 7.

## Lanzamiento
En los Estados Unidos, Nokia y la compañía telefónica AT&T realizaron un gran campaña publicitaria para el Lumia 900. Según el representante de AT&T, la campaña sería incluso mayor que la hecha para el iPhone.

## Recepción
Oficialmente anunciado en el CES 2012, el Nokia Lumia 900 ganó el premio CNET's Best of CES en la categoría teléfonos inteligentes, aunque en su crítica escribieron que: "No se venderá mejor que el Samsung Galaxy S II o el iPhone 4S" donde destacan problemas con la cámara y la calidad de llamada.
Con el gran lanzamiento en Estados Unidos hecho por parte de Nokia en abril de 2012, una gran cantidad de reseñas fueron escritas sobre el dispositivo. La mayoría fueron positivas sobre el dispositivo en sí mismo, pero más bien discuten en detalle los pros y contras del nuevo ecosistema de Windows Phone.
Brian Caulfield de Forbes escribió: "el Lumia 900 quizás sea el mejor Windows Phone hasta la fecha, pero todavía no va a romper el control de Android y Apple en el mercado de los smartphones."
Sam Biddle de Gizmodo escribió que el Lumia "podría salvar Windows Phone" y que es "tan rápido y elegante" que la pantalla "absolutamente canta", dando al teléfono 4 de 5 estrellas.
Taylor Martin de Phonedog escribió: "La característica más decepcionante del Lumia 900 es la cámara."
Jeffrey Van Camp de Digital Trends en su reseña escribió: "Si usted está buscando un buen teléfono por un precio razonable, este es él. Pero no espere la vanguardia. Vamos a tener que esperar a que salgan los dispositivos Nokia con Windows Phone 8 que realmente traten de competir con Android y el iPhone en las especificaciones.